# Helmut Gröttrup

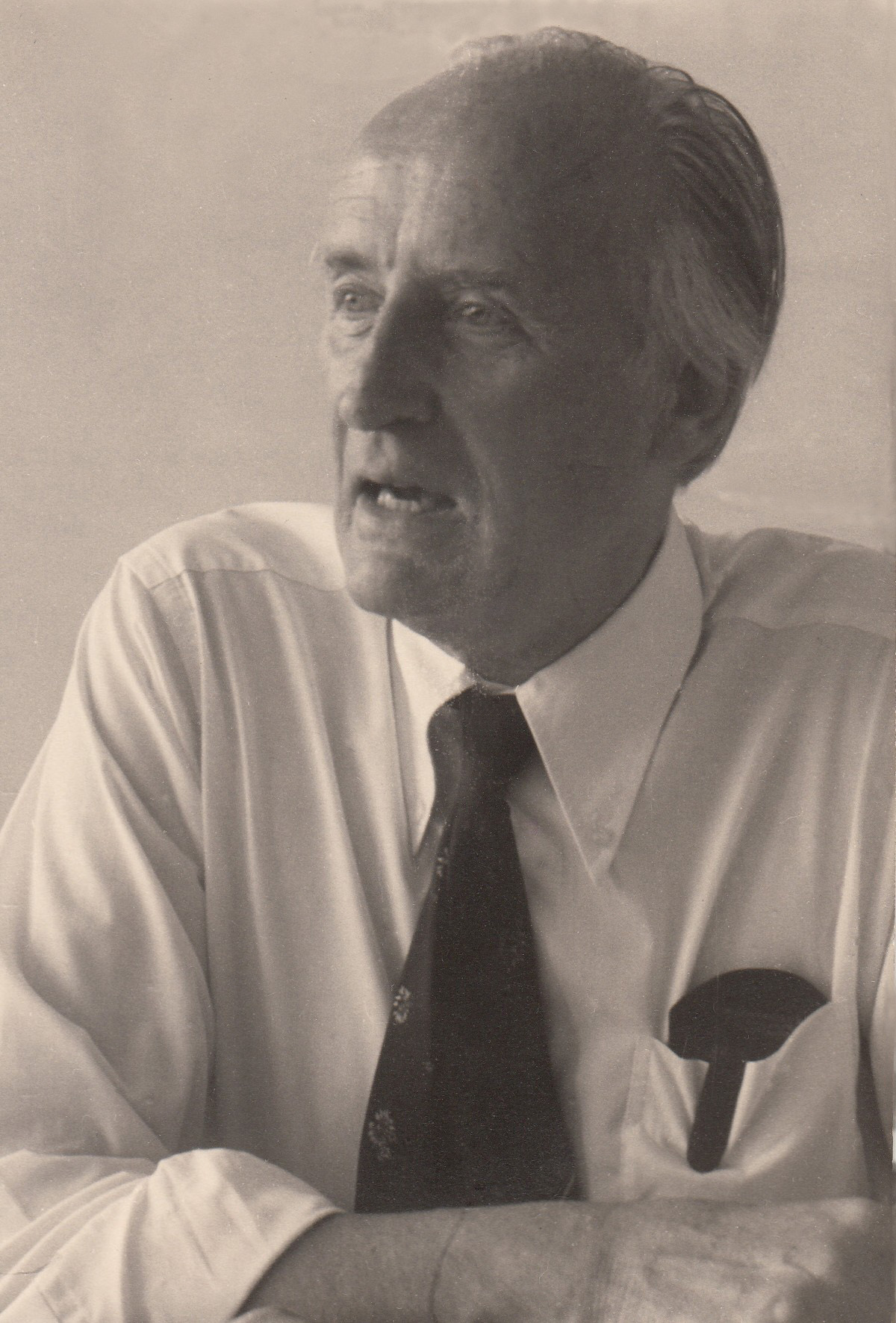
Helmut Gröttrup als GAO-Geschäftsführer, ca. 1977

Helmut Gröttrup (* 12. Februar 1916 in Köln; † 4. Juli 1981 in München) war ein deutscher Ingenieur sowie Raumfahrt- und Computerpionier. Er verantwortete die Bordsysteme und Steuerung im deutschen Aggregat 4 (V2)-Projekt und für die sowjetische Raketenentwicklung, war danach an der Entwicklung elektronischer Systeme für die Logistiksteuerung, Betriebsdatenerfassung und Identifikationssysteme beteiligt und erfand das maßgebliche Grundprinzip der Chipkarte mit kontaktloser Datenübertragung.

## Jugend und Ausbildung
Helmut Gröttrups Vater Johann Gröttrup (1881–1940) war Ingenieur für Maschinenbau mit dem Schwerpunkt Brückenbau. Später arbeitete er hauptberuflich beim Bund der technischen Angestellten und Beamten (Butab), einer sozialdemokratisch orientierten Gewerkschaft in Berlin und veröffentlichte 1926 das Buch Mensch und Technik als „kulturgeschichtlichen Rückblick auf den Weg des Menschen mit einer Ausschau in die Zukunft“. Darin analysierte er die Bedeutung der Technik und der Automatisierung zur optimalen Steuerung betrieblicher Abläufe. Seine Mutter Thérèse Gröttrup (1894–1981), geb. Elsen, war in der Friedensbewegung aktiv und stand mit Ernst Toller im Briefverkehr. Johann Gröttrup wurde 1933 arbeitslos.
Helmut Gröttrup machte 1935 das Abitur und begann 1936 ein Physik-Studium an der Technischen Hochschule Berlin. Im gleichen Jahr wurde er vom Wehrbezirkskommando als „tauglich“ eingestuft und bis 1939 zurückgestellt. 1939 schloss er sein Studium in der Fachrichtung Physik mit sehr gut ab. Seine Diplomarbeit schrieb er bei Prof. Hans Geiger über Zählrohrphysik, die er ebenfalls mit sehr gut abschloss. Nach seinem Studium arbeitete er im „Forschungslaboratorium für Elektronenphysik“ in Berlin-Lichterfelde bei Manfred von Ardenne, das er Ende September 1939 verlassen musste, um einem Gestellungsbefehl nach Peenemünde zu folgen.

## A4 (V2)-Projekt
Ab Dezember 1939 war Helmut Gröttrup Entwicklungsingenieur der Heeresversuchsanstalt Peenemünde für die Gebiete Messtechnik, Funkmesswertübertragung, Fernsteuerung und autonome Steuerungen. Als Assistent des Entwicklungschefs Wernher von Braun war Gröttrup am Bau der Kurzstreckenrakete Aggregat 4 (A4, bekannt auch als V2) beteiligt. Gröttrup entwickelte unter Ernst Steinhoff in der Abteilung Bord-, Steuer- und Meßgeräte (BSM) die Lenk- und Steuersysteme des A4 sowie das Telemetriesystem Messina Ib und konnte mit seinem umfassenden physikalischen Wissen viel zur Fehleranalyse bei Abstürzen beitragen. Die zentralen Steuerungs- und Regelungsfunktionen wurden hierbei vom sogenannten „Mischgerät“ ausgeführt, einem elektronischen Analogrechner auf Röhrenbasis, den Helmut Hölzer entwickelt hatte.
In der Nacht vom 21. auf dem 22. März 1944 wurde Gröttrup zusammen mit Wernher von Braun sowie Klaus Riedel von der Gestapo verhaftet und in das Gefängnis nach Stettin gebracht, ein paar Tage später auch seine Frau Irmgard Gröttrup. Ihnen wurde unter dem Vorwurf der Wehrkraftzersetzung und des Defätismus vorgehalten, sich mehr für die bemannte Raumfahrt einzusetzen als für kriegsdienliche Raketen. Walter Dornberger, Generalmajor der Wehrmacht und militärischer Leiter des deutschen Raketenprogramms, konnte innerhalb von zehn Tagen mit Unterstützung durch den HVP-Abwehrbeauftragten Major Hans Georg Klamroth ihre Freilassung durchsetzen, weil sie unverzichtbar für die Entwicklung des A4 seien. Gröttrups Gerichtsverfahren wurde bis Kriegsende ausgesetzt, er blieb aber in Gewahrsam des Sicherheitsdiensts der SS.
Er arbeitete dann unter haftähnlichen Bedingungen in Pudagla und Schwedt/Oder an der Weiterentwicklung des A4, bis der Arbeitsstab Dornberger mit 450 Mitarbeitern ab 17. Februar 1945 auf der Flucht vor der sowjetischen Armee in die Umgebung von Bad Sachsa und Bleicherode verlegt wurde und damit in die Nähe des seit September 1943 bestehenden Mittelwerk GmbH bei Nordhausen. Am 6. April 1945 wurden die Wissenschaftler unter Bewachung der SS mit einem Zug von Bleicherode nach Oberammergau gebracht, um sie dem Zugriff der US-Armee zu entziehen oder sie als Faustpfand zu benutzen. Auf diesem Transport setzte sich Gröttrup, der von einem erneuten Haftbefehl und Exekution durch die SS bedroht wurde, in Freising ab und floh zu seiner Familie nach Stöckey:152,162 in der Nähe von Bad Sachsa, die bereits unter US-Kontrolle waren. Da Thüringen am 1. Juli 1945 an die Rote Armee übergeben werden sollte, brachte die US-Armee bis zum 22. Juni 1945 rund 1000 Mitarbeiter des deutschen Raketenprogramms, darunter die Familie Gröttrup, aus dem Südharz um Bleicherode und Nordhausen nach Witzenhausen in Nordhessen. Dort wurde Gröttrup zusammen mit Wernher von Braun, Walter Dornberger und weiteren wichtigen Wissensträgern zunächst unter strenger Bewachung interniert.
Da Helmut Gröttrup sich nicht von seiner Familie trennen wollte, lehnte er es im Rahmen der Operation Paperclip ab, für die Amerikaner in den USA zu arbeiten im Gegensatz zu vielen namhaften Wissenschaftlern der A4-Entwicklung aus Peenemünde, u. a. Wernher von Braun, Eberhard Rees und Ernst Steinhoff, die durch die US-Armee interniert wurden. Daher blieben Gröttrup und seine Familie zunächst unter Beobachtung der US-Armee in Witzenhausen, um ihre Abwerbung durch die Sowjetunion zu verhindern.

## Sowjetisches Raketenprogramm

### Forschung in Deutschland
Ab 1. Juli 1945 übergab die amerikanische Besatzungsmacht Thüringen an die Rote Armee, wie in der Konferenz von Jalta vereinbart, nachdem sie 110 für den Kriegseinsatz fertiggestellte A4 mit 341 Güterwagen in den Westen und später in die USA gebracht hatte. Auch den alleinigen Zugriff auf die A4-Entwicklungsunterlagen, die Wernher von Braun im April 1945 in einem Bergwerk in der Nähe von Goslar hatte verstecken lassen, sicherten sich die Amerikaner in einer vor den Briten geheimgehaltenen Operation. Die Sowjetische Militäradministration in Deutschland (SMAD) gründete im Juli 1945 in Bleicherode das Institut Rabe (Raketenbau und -entwicklung), um die Konstruktions- und Fertigungsunterlagen des A4 zu rekonstruieren. Vorgefertigte Komponenten und insbesondere Raketentriebwerke waren in den von den Amerikanern zurückgelassenen Fertigungsstätten des Mittelwerks reichlich vorhanden für umfangreiche Analysen und den vollständigen Aufbau von weiteren ca. 20 A4, es fehlte jedoch an hochrangigen Wissensträgern aus Peenemünde.
Eine sowjetische Trophäenkommission unter Leitung von Boris Tschertok, einem sowjetischen Raketenspezialisten, machte Gröttrup ausfindig und warb ihn unter großzügigen Bedingungen für die Rekonstruktion des A4 an. Ihm wurde vertraglich zugesichert, seine Arbeit in Deutschland fortzusetzen und mit seiner Familie zusammenzubleiben. Er war der bedeutendste deutsche Raketenspezialist, den sich die Sowjetunion für ihr Raketenprogramm sichern konnte. Im September 1945 nahm das Büro Gröttrup in Bleicherode unter sowjetischer Aufsicht seine Arbeit auf.:81–82 Ab Oktober 1945 wurden sowjetische Spezialisten zur Knowhow-Übernahme beigeordnet, darunter der spätere Chefkonstrukteur und Raumfahrtpionier Sergei Koroljow und der Triebwerkskonstrukteur Walentin Gluschko. In den folgenden Monaten warb Gröttrup einige herausragende Wissenschaftler für die Mitarbeit an, darunter Kurt Magnus und Johannes Hoch für die Kreiselsteuerung, Werner Albring für die Aerodynamik, Waldemar Wolff für die Ballistik und Erich Apel für Versuchsaufbau und Tests.
Im Februar 1946 übernahm Gröttrup die Leitung des Institut Nordhausen, in dem das Institut Rabe und das Büro Gröttrup zusammengeführt wurden. Die sowjetische Aufsicht lag bei Generalmajor Lew Gajdukow und Chefingenieur Sergei Koroljow. Im Mai 1946 wurde es zusammen mit dem Institut Berlin, das mit der Rekonstruktion der Flugabwehrrakete Wasserfall beauftragt war, sowie den Fertigungsstätten und Teststandorten des Mittelwerks als Zentralwerke mit Helmut Gröttrup als Generaldirektor verbunden. Mehr als 5.000 Mitarbeiter arbeiteten daran, die Konstruktionsunterlagen des A4 zu komplettieren, die Entwicklung zu vereinfachen und die Produktion des A4 und der Wasserfall-Rakete und ihrer Bestandteile wieder aufzunehmen.:91–102 Im Juli 1946 versuchten der amerikanische und der britische Geheimdienst, Gröttrup in den Westen abzuwerben:32, ihre Absichten wurden jedoch durch den sowjetischen Geheimdienst NKWD aufgedeckt. Gröttrup wurde durch Iwan Serow, den Leiter der SMAD und späteren Chef des KGB, verhört und unter Beobachtung gestellt.:125f.,225

### Weiterentwicklung in der Sowjetunion
Da es sich bei der Rakete A4 um ein Rüstungsgut handelte, war deren Entwicklung und Produktion in Deutschland ein klarer Verstoß gegen das Potsdamer Abkommen. Am 13. Mai 1946 beschloss der sowjetische Ministerrat die Überführung der deutschen Spezialisten bis Ende 1946 in die UdSSR und veranlasste entsprechende geheime Vorbereitungen.:108,126 Am 22. Oktober 1946 wurden im Rahmen der Aktion Ossawakim 200 ausgewählte Wissenschaftler und Ingenieure, die in den Zentralwerken in der Bleicheröder Umgebung arbeiteten, unter Zwang zusammen mit ihren Familien (insgesamt etwa 500 Personen) per Zug in die Sowjetunion verschleppt, unter ihnen Helmut Gröttrup, Werner Albring, Kurt Magnus, Johannes Hoch und der Ingenieur für Steuerungs- und Messtechnik Heinrich Wilhelmi. Gröttrup und die Mehrzahl der Spezialisten blieben zunächst in Podlipki in der Nähe Moskaus (Forschungs- und Entwicklungsinstituts für Weltraumraketen Werk NII-88) und durften mit sowjetischer Begleitung nach Moskau reisen. 23 Fachleute wurden nach Chimki zur Triebwerksentwicklung unter Gluschko (OKB-456) gebracht, etwa 40 auf die Insel Gorodomlja im Seligersee zur Filiale 1 des NII-88 (heute Werk Zwezda in der Siedlung Solnetschny), ca. 380 km nordwestlich von Moskau, jeweils zusammen mit ihren Familienmitgliedern. Die Familie Gröttrup wurde mit den letzten deutschen Spezialisten im Mai 1948 ebenfalls aus Podlipki nach Gorodomlja verlagert.
Im NII-88 (russ. научно-исследовательский институт 88) unter Sergei Koroljow als Chefkonstrukteur und Helmut Gröttrup als Leiter des deutschen Kollektivs setzten die deutschen Spezialisten ihre Arbeit fort, um Produktion und Einsatzverfahren des A4 zum Laufen zu bringen. Ab 18. Oktober bis zum 13. November 1947 gab es in Kapustin Jar Starts von fünf komplett in Deutschland und sechs in der Sowjetunion zusammengebauten A4-Raketen. Nachdem deutsche Spezialisten, darunter Helmut Gröttrup, Kurt Magnus und Johannes Hoch, vor Ort ein Problem der Kreiselsteuerung gelöst hatten, verliefen insgesamt fünf Starts vollständig erfolgreich und zwei weitere teilweise erfolgreich. Das deutsche Kollektiv konstruierte viele Verbesserungen für die fast komplett in sowjetischer Fertigung gebaute R-1, die erstmals im Oktober 1948 gestartet wurde, auch um sehr spezielle Werkstoffe zu ersetzen und die Genauigkeit der Steuerung zu verbessern. Danach bearbeitete es das Projekt G-1 (russ. R-10) mit Abschluss am 28. Dezember 1948, das Projekt G-2 (russ. R-12) und das Projekt G-4 (russ. R-14) mit Abschluss am 7. Dezember 1949. Der US-Raumfahrtingenieur Frederick Ordway bezeichnete sie als „neuen Ansatz im Raketendesign […] zu dieser Zeit weit voraus allem, was von Braun und sein Team in den Vereinigten Staaten vorgeschlagen oder erdacht hatten“.
Der Ministerrat der UdSSR entschied mit Dekret Nr. 3456 am 13. August 1950 auf die Mitarbeit der deutschen Spezialisten zu verzichten, zog diese von den Raketenprojekten ab und beschäftigte sie längere Zeit noch anderweitig, um deren Spezialkenntnisse über Raketen veralten zu lassen.

### Ausphasung und Rückkehr
Im September 1950 erteilte Ustinow dem deutschen Kollektiv den Auftrag, ein System zur Raketenabwehr zu konzipieren. Gröttrup stellte klar, dass dazu Radar-Fachwissen notwendig sei. Er verweigerte das Projekt in Abstimmung mit seinen Mitarbeitern, weil sie befürchteten, dass die Rückkehr nach Deutschland dadurch weiter verzögert würde. Als Folge wurde Gröttrup im November 1950 als Leiter des deutschen Kollektivs abgesetzt und durch den Ballistiker Waldemar Wolff ersetzt. Das Ministerium für Staatssicherheit (MGB) kürzte sein Gehalt von 7.000 auf 4.500 Rubel und beurteilte ihn im Februar 1951 wie folgt: „Helmut Gröttrup, Dipl.-Ingenieur, von Beruf Physiker, arbeitete bis Oktober 1950 als Chefkonstrukteur für Langstreckenraketen. Vielfältig ausgebildet, verfügt aber in keinem Bereich über ausreichend tiefes Wissen. Er verfügt über ausreichende organisatorische Fähigkeiten, aber bei der Arbeit mobilisierte er das Team nicht genug für die rechtzeitige Erledigung von Aufgaben, sondern neigte im Gegenteil dazu, die Fristen ständig zu verlängern. Seit Oktober 1950 ist er als wissenschaftlicher Mitarbeiter auf dem Gebiet der Ballistik tätig. Er ist sich des allgemeinen Themas und der Arbeit völlig bewusst. Ist aber illoyal, obwohl er versucht, es zu verbergen. Es ist ratsam, ihn in der Filiale zu belassen.“
Das deutsche Kollektiv musste auf Gorodomlja verbleiben, ehe der größte Teil im Juni 1952 heimkehren durfte. Erst am 22. November 1953 kamen Gröttrup mit seiner Familie und eine Gruppe von etwa 20 weiteren Fachleuten als letzte deutsche Raketenspezialisten nach Deutschland zurück. Gröttrup floh im Dezember 1953 mit Hilfe der amerikanischen und britischen Geheimdienste von Ost-Berlin nach Köln und wurde durch das britische Joint Intelligence Committee im Rahmen der Operation Dragon Return zum Stand der sowjetischen Raketenentwicklung verhört und als der am besten informierte Kenner der sowjetischen Raketenentwicklung beurteilt. Gröttrup warnte dabei deutlich davor, die sowjetischen Fähigkeiten und ihre Zielstrebigkeit zu unterschätzen.:222–225 Wie schon 1945 nahm er das Angebot zur Mitarbeit im US-amerikanischen Raketenprogramm nicht an.

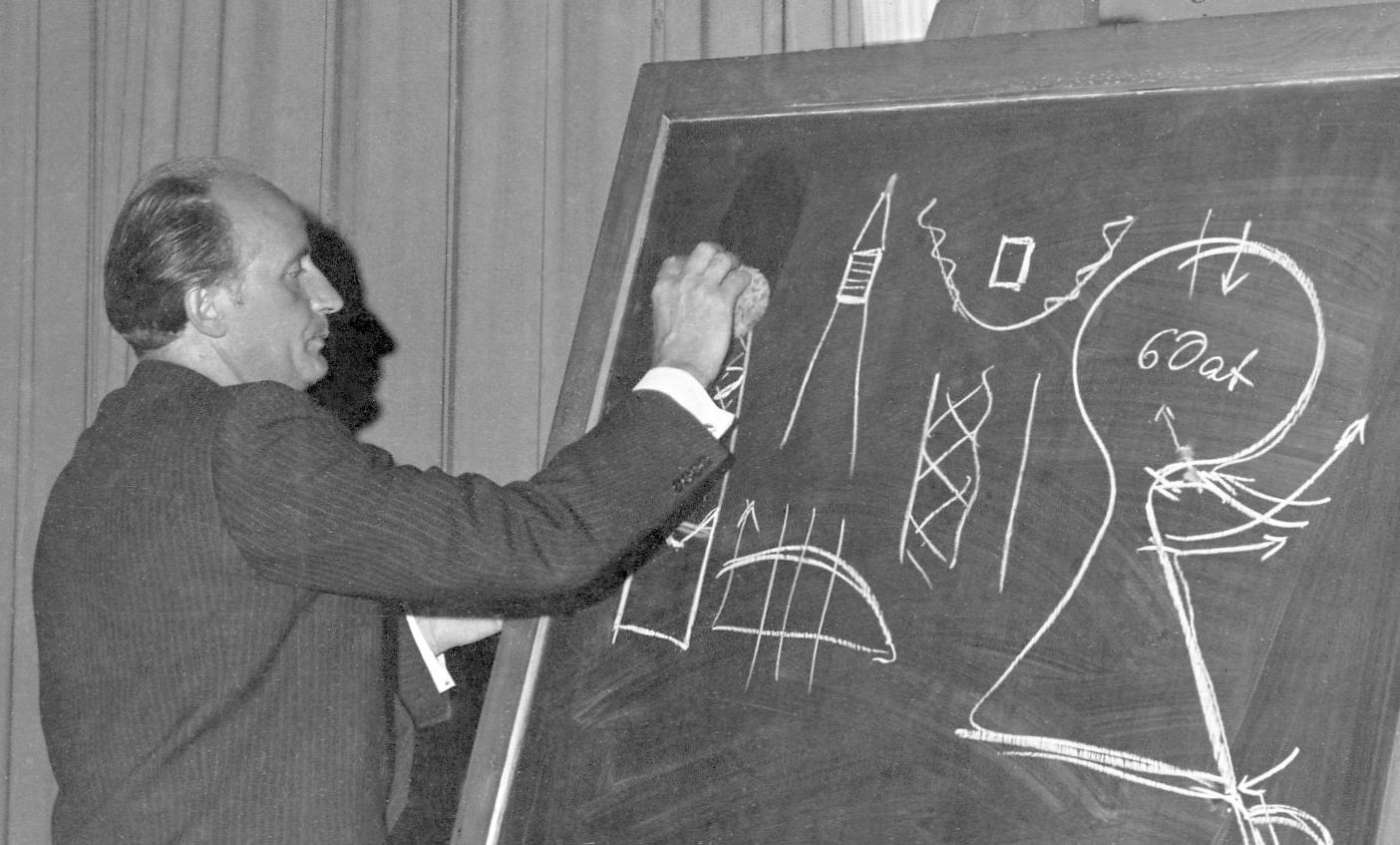
Helmut Gröttrup im Jahr 1958 in Bremen bei der Erläuterung des Grundprinzips der Rakete

### Würdigung des deutschen Beitrags
Das A4 bildete eine wesentliche Grundlage für das sowjetische Raketenprogramm und war Basis für die nachgebaute R-1 und die verbesserte R-2 mit verdoppelter Reichweite. Im Zeitraum zwischen 1947 und Anfang 1950 führte das deutsche Kollektiv meist theoretische Arbeiten durch, um Raketen zu vereinfachen und mit neuen Ideen im Auftrag des Rüstungsministers Dmitri Ustinow die leistungsfähigeren Konzepte G-1, G-2 und G-4 vorzuschlagen. Innovative Konzepte für die Mittelstreckenrakete R-5 und die erste Interkontinentalrakete R-7 trugen nennenswert zum Erfolg der sowjetischen Raumfahrt und ihrem Vorsprung beim Wettlauf ins All bis 1965 bei. Dieser begann im Oktober 1957 mit dem Start des ersten Sputnik-Satelliten in eine Umlaufbahn, der im Westen den Sputnikschock verursachte, und wurde im April 1961 mit Juri Gagarin als erstem Kosmonauten fortgesetzt. Die als Trägerrakete verwendete R-7 verwendete eine Bündelung von vier kegelförmigen Boostern mit jeweils vier Triebwerken, wie es die deutschen Wissenschaftler in Gorodomlja bereits 1949 im Konzept G-4 vorgeschlagen hatten, das von den sowjetischen Fachleuten positiv abgenommen wurde. Insbesondere Gewichtseinsparungen, die Kontrolle der Restmenge des Treibstoffs und ein auf bis zu 1,4 reduziertes Verhältnis Startschub/Gewicht statt des üblichen Faktors 2,0 gehörten zu den Vorschlägen. Der Historiker Walter McDougall bezeichnete „das R-14-Projekt als das zu diesem Zeitpunkt fortgeschrittenste Raketendesign der Welt“.
Aus politischen Gründen wurden die Beiträge des deutschen Kollektivs zur sowjetischen Raketenentwicklung in der Öffentlichkeit lange Zeit als unbedeutend eingestuft. Erst lange nach dem Ende des Kalten Kriegs wurden die „wertvollen Ideen“ gewürdigt, u. a. durch das Werk Stern (russ. Zavod Zvezda), das die Arbeiten als Teil der russischen Raumfahrtbehörde Roskosmos in Solnetschny übernahm. Zahlreiche Details liefern überzeugende Beweise dafür, dass fortschrittliche deutsche Konzepte wesentliche Merkmale der sowjetischen Raketentechnik inspiriert haben.
Helmut Gröttrup war mit Irmgard Gröttrup (1920–1991), geb. Rohe, verheiratet, deren Buch Die Besessenen und die Mächtigen über die sechs Jahre in der Sowjetunion 1958 veröffentlicht wurde und sehr detailliert in tagebuchartigen Erinnerungen über diese Zeit Aufschluss gibt. Helmut Gröttrup kommt in Kleiner technischer Exkurs im Nachwort zu folgendem Resümee:

„Die R14 ist wie jede andere Fernrakete ein Schritt auf dem Weg zur Weltraumrakete, die erst unbemannt, vielleicht später auch bemannt zu anderen Sternen vorstoßen wird. Die Raketentechniker in aller Welt träumen von dem Tag, an dem die Regierungen ihrer Länder den Unsinn des Krieges einsehen und dem Mißbrauch der Raketen als Waffen abschwören. Dann wird es möglich, die bisher für Rüstungszwecke ausgegebenen ungeheuren Mittel der Forschung zur Verfügung zu stellen. In dieser ist der Rakete eine wichtige Rolle zugewiesen.“

In einer Broschüre zum 70. Jahrestag der Gründung der Filiale auf Gorodomlja bescheinigte Zavod Zvezda wesentliche Anteile des deutschen Kollektivs am sowjetischen Erfolg:

„Im neuen Projekt G-2 (R-12) fand die Gruppe Gröttrup die optimale technische Lösung für den Aufbau der Rakete, um einen Sprengkopf mit einem Gewicht von mindestens einer Tonne über eine Entfernung von mehr als 2.500 km zu transportieren. In der technisch vereinfachten Konstruktion einer einstufigen Rakete mit konischer Form wurden erneut viele Innovationen umgesetzt: zum ersten Mal gab es keine Gasstrahlruder, die Rakete war mit Stufen in längslaufender und querlaufender Teilung versehen, mit einem Bündel von drei Triebwerken als Antriebsblock und einer Triebwerksregelung während der Beschleunigung.

Bei der Ausführung des nächsten Projekts, der Rakete G-4 (R-14) mit einer Reichweite von 3.000 km und einer Nutzlast von drei Tonnen, bemühte sich das deutsche Kollektiv, alle gesammelten Erfahrungen einzubringen. Die Rakete sollte 10-mal weiter als die V2 fliegen.“

## Kritik der bemannten Raumfahrt
In einem Interview anlässlich der US-amerikanischen Mondlandung im Juli 1969 kritisierte Gröttrup die hohen Kosten der bemannten Raumfahrt und konfrontierte Wernher von Braun mit der These, dass „automatische Raumsonden die gleichen wissenschaftlichen Daten mit einem Aufwand von nur 10 oder 20 Prozent der Kosten erreichen“ können und dass das Geld besser für andere Zwecke ausgegeben werden solle. Von Braun rechtfertigte die bemannte Raumfahrt mit dem Argument, dass sie „der Menschheit zur Unsterblichkeit verhelfe, wenn sie von einer unbewohnbaren Erde auf einen anderen Planeten auswandern“ müsste.

## Mitbegründer der Informatik
Zurück in Deutschland war er bei der Standard Elektrik AG und nach deren Fusion mit C. Lorenz bei ihrer Nachfolgerin Standard Elektrik Lorenz in Pforzheim beschäftigt (1954–1958). Gröttrup wurde 1957 zusammen mit Karl Steinbuch dafür bekannt, dass sie den Begriff Informatik prägten. Er arbeitete maßgeblich an der weltweit ersten kommerziellen Datenverarbeitungsanwendung auf Basis einer speziellen Rechnerarchitektur für die Überwachung des Lagerbestands und die Steuerung der Bestellabwicklung des Quelle-Versands mit, die als Informatik-System Quelle 1957 den Betrieb aufnahm. Danach war er als Werksleiter für die Elektrotechnische Fabrik Josef Mayr in Pforzheim tätig, die im April 1960 von Siemens & Halske übernommen und 1963 nach München verlagert wurde. Dort arbeitete er am Aufbau eines neuen Arbeitsgebiets zur Produktionsplanung mit Hilfe integrierter Datenverarbeitung. Im April 1965 machte sich Gröttrup selbständig und gründete die Datentechnische Gesellschaft (DATEGE), die unter anderem einen Matrixdrucker (damals von ihm Mosaikdrucker genannt) auf der Hannover-Messe vorstellte und elektrisch kodierte Zugangssysteme entwickelte.
In seiner Schrift Die automatisierte Entscheidung beschäftigte sich Gröttrup 1968 mit der Automatisierung von Verwaltungsvorgängen durch Datenverarbeitung. Falls alle relevanten Daten vorhanden seien, dann könnte die Führungsaufgabe in einem Betrieb (z. B. zur Fertigung von Produkten) durch automatisierte Entscheidungen optimiert werden und die Ausführung durch Einzelbefehle an die unteren Organe in der operativen Ebene gelenkt werden. Allerdings würden fehlende und fehlerhafte Daten zu Informationsdefekten führen, die nur der Mensch durch Gestaltwahrnehmung als Produkt der Evolution des Denkens vernünftig entscheiden könne, weil sie „auch dann noch Gesetzmäßigkeiten erkennt, wenn sie hinter einem Nebel von Zufälligkeiten verborgen sind. Insofern hat die Gestaltwahrnehmung gewisse Ähnlichkeit mit den Korrelationsgeräten der Nachrichtentechnik, die es erlauben, aus einem starken Störnebel schwache Signale herauszufischen.“ Daraus schließt er: „Der Mensch wird in naher und ferner Zukunft nicht aus der Verantwortung entlassen, über sich und seine Umgebung zu entscheiden.“ Hellsichtig sah er aufgrund eigener Erfahrungen mit dem Überwachungsstaat im Nationalsozialismus und Stalinismus die Notwendigkeit des Datenschutzes voraus: „Der einzelne Mensch und der einzelne Betrieb werden gut daran tun, mit der Produktion von Daten vorsichtig umzugehen, damit sie nicht unversehens in den Zugriff einer Organisation oder des Staates geraten.“:1128

## Erfindung der Chipkarte
1966 meldete Gröttrup einen „Identifikationsschalter“ zur Identifizierung des Kunden und Freigabe des Zapfvorgangs in einer Tankstelle oder auch zur Verfolgung eines Gegenstands zum Patent an. Er versuchte zunächst, die Information elektromechanisch oder in sequenziell auslesbaren elektronischen Speichern festzuhalten. Am 6. Februar 1967 meldete Gröttrup mit DE1574074 einen „nachahmungssicheren Identifizierungsschalter“ auf Basis eines monolithisch integrierten Halbleiters an, der sehr kompakt aufgebaut ist und keinerlei Leitungen nach außen besitzt. Gemäß dieser Erfindung sind die Informationen aufgrund der ebenfalls geprüften Abmessungen „nicht durch diskrete Bauelemente nachahmbar“. Die Identifikationsdaten werden durch integrierte Zähler dynamisch so variiert, dass der zugrunde liegende Schlüssel nicht durch einfaches Auslesen kopierbar ist und daher im Chip verborgen bleibt. In einer dazu parallelen Anmeldung DE1574075 beschrieb Gröttrup die drahtlose Übertragung durch induktive Ankopplung, die später zur RFID-Technik führte. Diese beiden Erfindungen enthalten die wesentlichen Elemente für das Funktionsprinzip und die Sicherheit aller späteren Anwendungen der Chipkarte für den Zahlungsverkehr, Telefonkarten, SIM-Karten sowie Ausweissysteme und ID-Karten. Damit erbrachte Helmut Gröttrup den ersten entscheidenden Schritt für die Erfindung der Chipkarte.
Am 13. September 1968, also mehr als 18 Monate später, reichte Gröttrup in Österreich die Patentanmeldung „Identifizierungsschalter“ ein, in welcher der 1967 angemeldete „nachahmungssichere Identifikationsschalter“, angereichert mit weiteren technischen Ausführungsformen, erneut beschrieben und beansprucht wird. In dieser Anmeldung wurde Gröttrups neuer Geschäftspartner Jürgen Dethloff als Miterfinder benannt. Diese erneute Anmeldung war möglich, weil die beiden deutschen Anmeldungen von 1967 noch nicht als Offenlegungsschrift veröffentlicht waren. Am 15. Mai 1970 erteilte das Österreichische Patentamt das Patent AT287366B. Unter Bezugnahme auf die österreichische Priorität von 1968 wurde Patentschutz auch in Deutschland beantragt und am 1. April 1982 mit der Patenterteilung DE1945777C3 erlangt. Dabei reduzierte sich der Patentschutz weitgehend auf die Inhalte der vorhergehenden Patentanmeldungen (DE 1 574 074 und DE 1574 075) Helmut Gröttrups von 1967. Das Deutsche Patent- und Markenamt (DPMA) beschreibt die Chipkarte als Meilenstein der Technikgeschichte unter den Erfindungen, die das Alltagsleben entscheidend beeinflussen, und benennt Helmut Gröttrups Patentanmeldungen von 1967 zum „Identifizierungsschalter“ als maßgebliche Basis für die Erfindung der Chipkarte. Öffentlich werden jedoch häufig das Prioritätsdatum (13. September 1968) und die benannten Erfinder der in Österreich und Deutschland erteilten Patente zugrunde gelegt.

## Banknotenbearbeitung und maschinenlesbare Merkmale
Ab Juli 1970 leitete Gröttrup die von Siegfried Otto, dem Eigentümer der Banknotendruckerei Giesecke & Devrient in München, gegründete Gesellschaft für Automation und Organisation mbH (GAO):121–123 und legte die Basis für den später erfolgreichen Produktbereich Chipkarten für Zahlungsverkehrs- und Sicherheitssysteme im Unternehmensbereich Karten (seit April 2018 G+D Mobile Security GmbH). GAO produzierte 1979 weltweit die ersten normgerechten Chipkarten (Größe 85,60 mm × 53,98 mm, Dicke 0,76 mm) im Labormaßstab. Außerdem verantwortete Gröttrup als Geschäftsführer den Aufbau des Produktbereichs für die automationsfähige Banknote:201–205 mit maschinenlesbaren Sicherheitsmerkmalen zur Erkennung von Falschgeld und die Entwicklung von Systemen zur automatisierten Banknotenbearbeitung. Das Modell ISS 300 als Halbautomat erreichte anfangs eine Verarbeitungsgeschwindigkeit von 4 Banknoten pro Sekunde und wurde ab 1977 bei der Deutschen Bundesbank eingeführt. Die ISS 300 wurde in 67 Länder verkauft und setzte damit einen weltweiten Standard für Banknotenbearbeitungssysteme. Sie wird seit 2006 im Deutschen Museum im Betrieb vorgeführt und demonstriert als frühes Beispiel automatischer Mustererkennung eine bedeutende Anwendung der Informatik.
Das Funktionsmuster des Modells ISS 3000 als erster Vollautomat mit sehr ehrgeizigen 40 Banknoten pro Sekunde wurde 1977 bei der Federal Reserve Bank of New York getestet, aber bis zum Serienanlauf in 1987 nochmals grundlegend überarbeitet, ehe das System als BPS 3000 flächendeckend bei der Federal Reserve Bank der Vereinigten Staaten eingesetzt wurde. Der Unternehmensbereich Banknotenbearbeitung (seit April 2018 G+D Currency Technology GmbH, Division Currency Management Systems) entwickelte sich auf dieser Basis seit Mitte der 1990er Jahre zum Weltmarktführer für die Ausstattung von Zentralbanken und die Qualitätsprüfung in Banknoten-Druckereien.:205–217

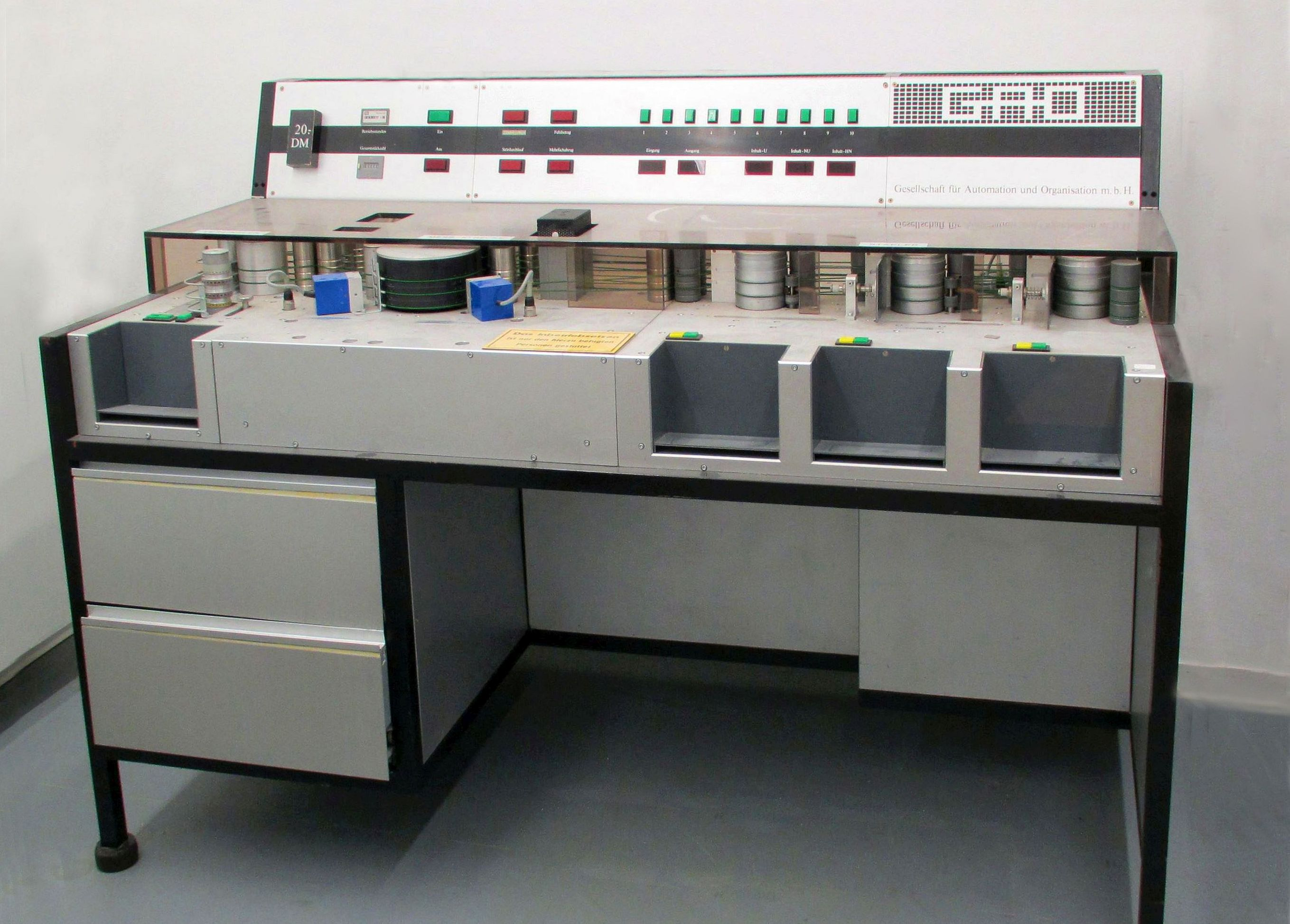
Funktionskontrollmuster der ersten Banknotenbearbeitungsmaschine ISS 300 von GAO (1974)
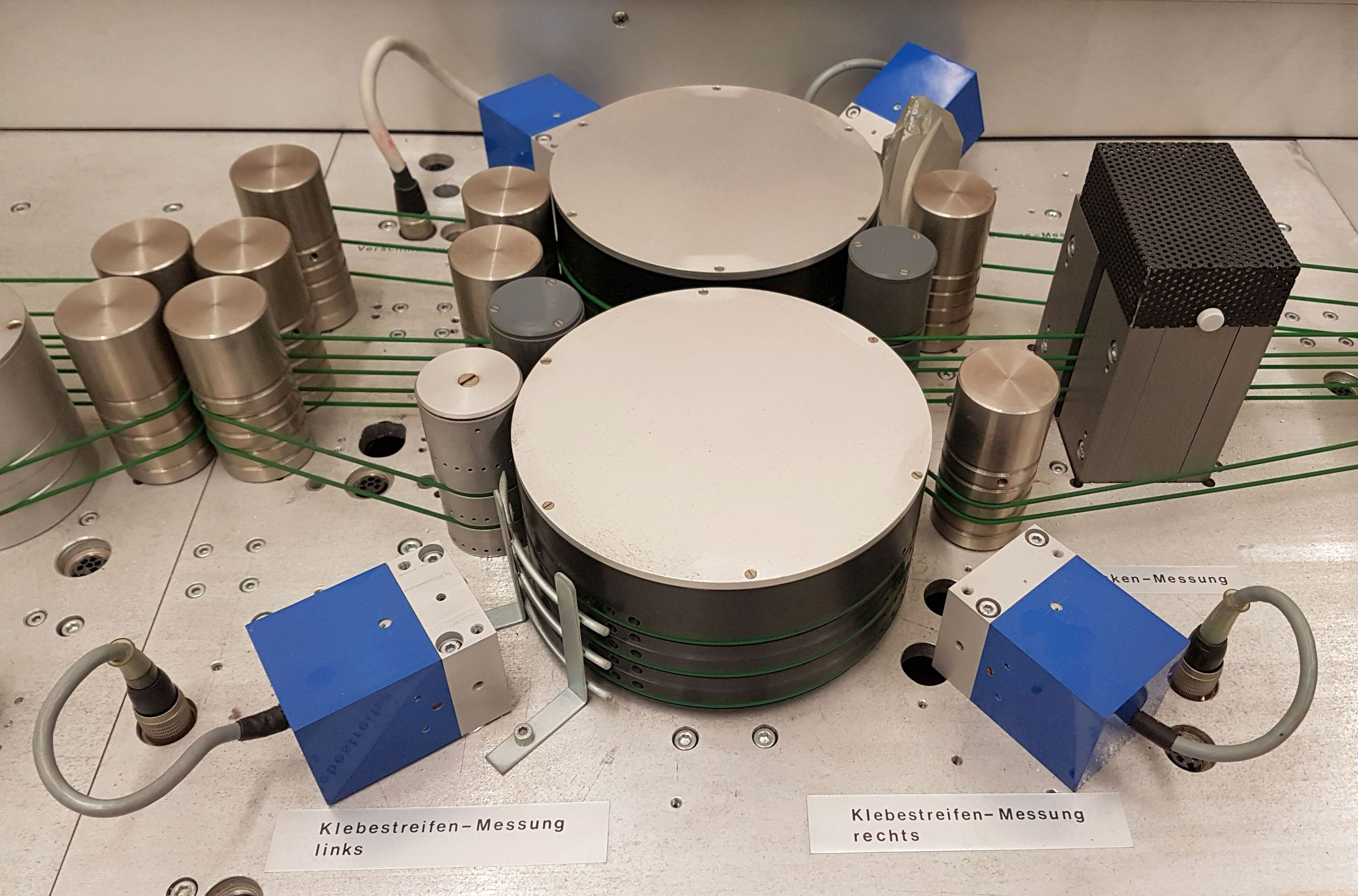
Sensorstrecke der ISS 300 FKM (1974)
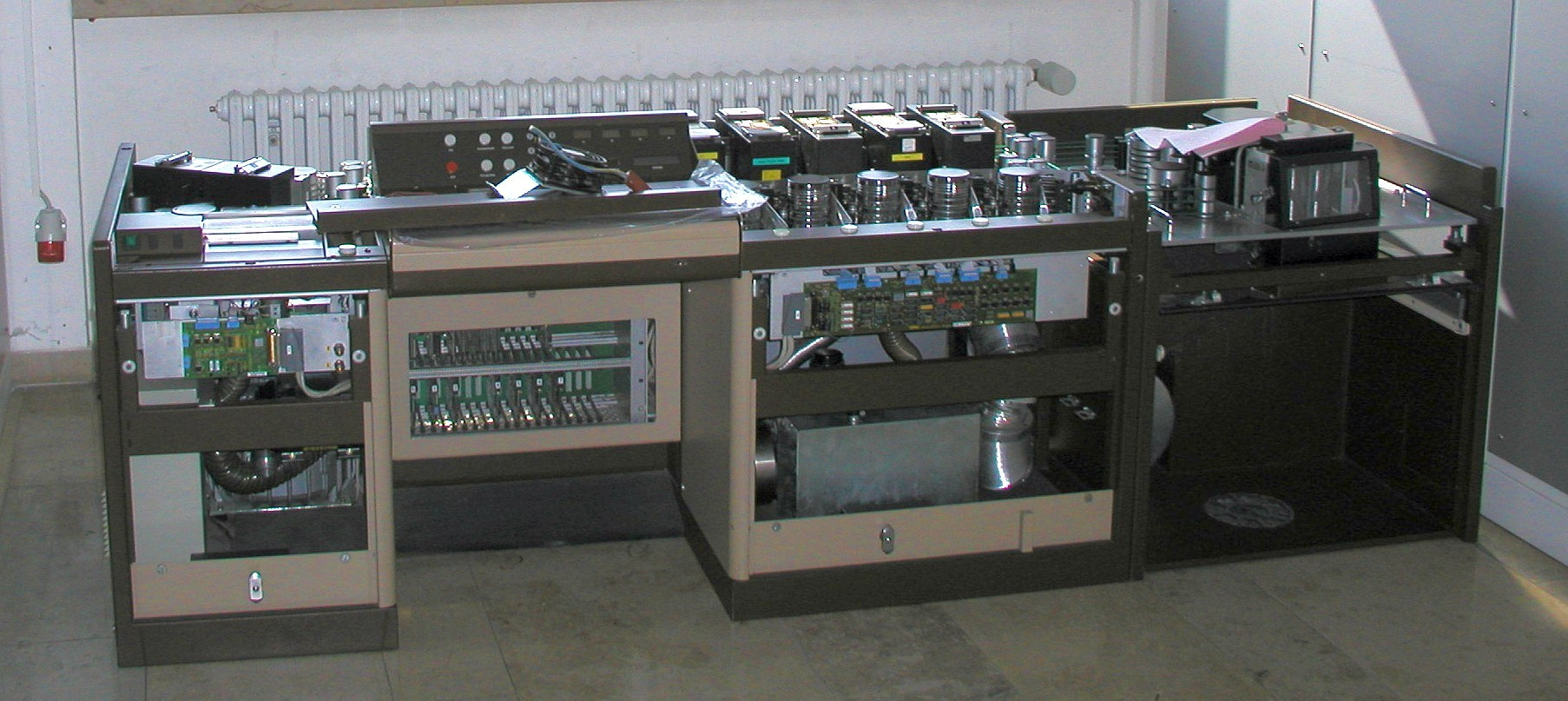
Banknotenbearbeitungssystem ISS 300PS (ohne Abdeckungen) beim Aufbau im Deutschen Museum (1986/2006)
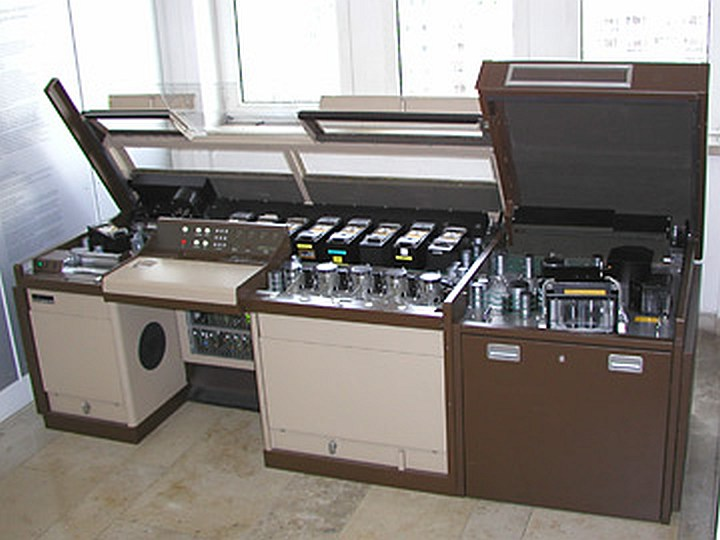
Banknotenbearbeitungssystem ISS 300PS ausgestellt im Deutschen Museum (1986/2006)
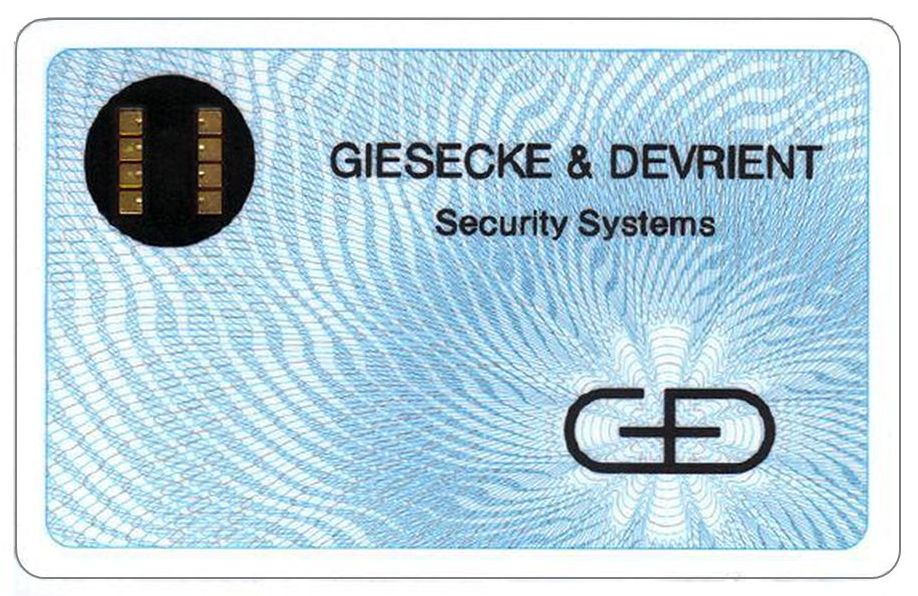
Erste Chipkarte von Giesecke & Devrient (1979)

## Hommage
„Helmut Gröttrup war ein von seiner Arbeit zutiefst überzeugter Ingenieur. […] Ich muß ehrlich anerkennen, daß er mir als Mensch und als talentierter Ingenieur gefiel. Er besaß diesen ‚göttlichen Funken‘.“

„Es gelang ihnen, den von den Amerikanern enttäuschten H. Gröttrup für ihre Pläne zu interessieren. Dieser damals 30 Jahre alte Elektronik-Ingenieur hatte in Peenemünde […] auch einen sehr breiten Überblick über den damaligen Stand der Raketentechnik gewonnen. Sein freundliches, offenes Wesen, seine schnelle Auffassungs- und Kombinationsgabe und schließlich auch sein Organisationstalent ließen Gröttrup zur Schlüsselfigur der von den Sowjets geplanten Raketenentwicklungsgruppe werden.“

„In allen Stufen seiner Laufbahn prägten seine Arbeit menschliche Wärme, beispielhaftes Pflichtbewußtsein, hoher Intellekt, hervorragende Fähigkeiten sowohl im organisatorischen Bereich als auch beim Führen von Mitarbeitern, die er zu hohen Leistungen zu motivieren verstand. […] Seine Ausbildung, die vielfältigen Erfahrungen und sein breitgefächertes physikalisches Wissen in Verbindung mit seiner besonderen Begabung für die Lösung theoretischer Aufgaben und das außerordentliche Geschick für Organisation und Menschenführung erschlossen ihm ein neues faszinierendes Arbeitsgebiet: Evolution und Revolution der für Gesellschaft, Wirtschaft und Kreditwirtschaft bedeutsamen Zahlungsverkehrssysteme. […]
 Die Weiter- und Fertigentwicklung oder gar Anwendung der „hochintelligenten“ ID-Karte, der Chip-Karte, die Helmut Gröttrup maßgeblich in den letzten achtzehn Monaten beschäftigte, war ihm nicht mehr vergönnt zu erleben.“

„Mit seinen Raketen-Konstruktionsphilosophien legte Helmut Gröttrup den sowjetischen Konstrukteuren einen Schatz in die Hände, die zu einer Raketen-Zellenkonstruktion führte, die […] heute noch in jeder SOJUS-Raketenversion erfolgreich fliegt. Mit jedem Start beweist diese Rakete die Genialität der komplexen konstruktiven Arbeiten Deutscher in der UdSSR.“

„Gröttrup hatte geholfen, die Basis zu legen für die späteren ersten großen Schritte der sowjetischen Raumfahrt, ihre anfängliche Führungsposition in Richtung Mond. Der große Triumph blieb ihm verwehrt. […] Helmut Gröttrup blieb ein anderes Lebenswerk vorbehalten: Er erfand später die Chipkarte und ließ sich diese patentieren. Den Wettlauf zum Mond konnte er nicht gewinnen, dafür revolutionierte, beschleunigte, vereinfachte er weltweit das Bezahlen von Rechnungen, den Zugang legitimierter Personen zu exklusiven Bereichen, die Handhabung von Ausweisen für die Bibliothek, für die Krankenkasse, für den Bankautomaten. Viele sagen, dies sei ein größerer Sprung für die Menschheit gewesen als der Sieg beim Wettrennen ins All.“

„Gröttrup hatte die Gabe, zuhörungsfähig und zuhörungswillig zu sein. Gröttrup hörte zu, dachte über das Gehörte nach und entließ seine Gesprächspartner mit guten Hinweisen und hoch motiviert. Er hatte die Gabe eines Lehrers mit Jugendlichen, die noch nicht wissen, dass sie für sich lernen, sondern vielfach für den Lehrer lernen, wenn er ihnen gefällt. […] Und das könnte Tschertok mit seinem „göttlichen Funken“ gemeint haben.“

## Veröffentlichungen
- Ein neues Koinzidenzgerät für die Dokumentation: Beitrag zur Technik der mechanischen Selektion mit Lochkarten. In: Deutsche Gesellschaft für Dokumentation (Hrsg.): Rationelle Dokumentationstechnik. Band 1, 1955 (16 S., birkenwald.de).
- Studienanalyse halbautomatischer Dokumentationsselektoren. In: Forschungsberichte des Wirtschafts- und Verkehrsministeriums Nordrhein-Westfalen. Nr. 604. Springer Fachmedien, Wiesbaden 1956, ISBN 978-3-663-03744-6 (112 S., birkenwald.de).
- Deutsche Raketenspezialisten in der Sowjetunion. In: Deutsche Gesellschaft für Raketentechnik und Raumfahrt (Hrsg.): Mitteilungen der Deutschen Gesellschaft für Raketentechnik und Raumfahrt. Band 11, Nr. 40, Februar 1958, S. 20–22 (birkenwald.de).
- Aus den Arbeiten des deutschen Raketen-Kollektivs in der Sowjet-Union. In: Deutsche Gesellschaft für Raketentechnik und Raumfahrt (Hrsg.): Raketentechnik und Raumfahrtforschung. Nr. 2, April 1958, S. 58–62 (birkenwald.de).
- Über Raketen. Eine allgemeinverständliche Einführung in Physik und Technik der Rakete. Ullstein, Berlin 1959, DNB 451676866 (244 S., birkenwald.de [PDF; abgerufen am 16. November 2023]).
- mit Hans Bolewski (Hrsg.): Der Weltenraum in Menschenhand. Mit einem Vorwort von Irmgard Gröttrup. Kreuz-Verlag, Stuttgart 1959, DNB 455453322 (238 S., birkenwald.de [PDF; abgerufen am 16. November 2023]).
- Technik und Bedeutung ballistischer Fernraketen. In: Hans Bolewski, Helmut Gröttrup (Hrsg.): Der Weltenraum in Menschenhand. Kreuz-Verlag, Stuttgart 1959, S. 82–94 (birkenwald.de): „So fällt es nicht schwer, zu erkennen, daß die nichtmilitärischen Aufgaben der Rakete bis heute noch nicht genügend gefördert werden und daß Wünsche nach einer vernünftigen Unterstützung von Forschungsaufgaben, die mit Raketen gelöst werden können, berechtigt sind.“
- Paul W. Meyer (Hrsg.): Begegnungen mit Hans Domizlaff. Analogik, Bewusstsein und Kampf. Festschrift zum 75. Geburtstag. Wirtschaft und Werbung, Essen 9. Mai 1967, S. 21–24 (birkenwald.de).
- Die automatisierte Entscheidung. Aspekte der Automatisierung von Verwaltungsvorgängen. In: Studium Generale. Band 21. Springer, Berlin / Heidelberg / New York 1968, S. 1107–1129 (birkenwald.de).